# 안개 속의 초혼
"안개 속의 초혼"은 한국에서 제작된 전성배 감독의 1974년 영화이다. 신영일 등이 주연으로 출연하였고 강대진 등이 제작에 참여하였다.

## 출연

### 주연
- 신영일
- 명희
- 박암